# أتليتيكو بالياريس
نادي أتليتيكو بالياريس الرياضي (بالإسبانية: Club Deportivo Atlético Baleares)‏ نادي كرة قدم إسباني يلعب في دوري الدرجة الثانية الإسباني بي. تم تأسيس النادي في عام 1942.

## وصلات خارجية
- CD Atlético Baleares